# Borivoje Grbić
Borivoje "Bora" Grbić (serbisk kyrilliska: Боривоје Грбић) född 21 januari 1972 i Belgrad i Serbien (dåvarande Jugoslavien), är en serbisk serieskapare.
Han är skapare av bland annat Faktor 4 (serieförfattare: Milan Konjević), Munja (serieförfattare: Zoran Stefanović, Zdravko Zupan), Mobijeva kopilad (serieförfattare: Bojan Milojević - Asterian) och Vekovnici (serieförfattare: Marko Stojanović).
Dessutom har Grbić varit aktiv som storyboardskapare för flera serbiska långfilmer. Dessa inkluderar Zone of the Dead (2010), Mamula (2014) och The Rift Dark Side of the Moon (2016).